# Distretto di İmranlı
Il distretto di İmranlı (in turco İmranlı ilçesi) è uno dei distretti della provincia di Sivas, in Turchia.